# Rimantas Kaukėnas
Rimantas « Rimas » Kaukėnas, né le 11 avril 1977 à Vilnius, dans la République socialiste soviétique de Lituanie, est un joueur lituanien de basket-ball, évoluant au poste de meneur.

## Carrière
D'abord formé en Lituanie, il part ensuite aux États-Unis faire une carrière universitaire avec l'équipe des Pirates de Seton Hall. Après ses 4 ans en université, il part jouer en Europe. Après plusieurs clubs, il reste 6 ans avec le Montepaschi Siena. Il y remporte 5 titres de champion d'Italie et son importance dans la réussite du Montepaschi est telle que son numéro 13 est retiré en 2009.
En août 2012, il rejoint le Žalgiris Kaunas.
En octobre 2013, affaibli par de nombreuses blessures (Fernando San Emeterio, Devon Van Oostrum, Thomas Kelati), Kaukėnas est recruté par le Saski Baskonia pour un contrat court. Il rejoint en décembre de la même année le Pallacanestro Reggiana, club de première division italienne. Le contrat dure jusqu'à la fin de la saison 2013-2014.

### Palmarès
- Médaille de bronze au 2007
- Champion de Lituanie 2002 (Lietuvos rytas)
- Champion d'Italie 2007, 2008, 2009, 2011 (Mens Sana Basket)
- Vainqueur de la supercoupe d'Italie 2007, 2008 (Mens Sana Basket)
- Vainqueur de la Ligue nord européenne de basket-ball 2002